# Hamish McKenzie
Hamish McKenzie (Launceston, 13 settembre 2004) è un ciclista su strada australiano che corre per il team Hagens Berman Jayco.

## Palmarès

### Strada
- 2022 (ARA Pro Racing Sunshine Coast, una vittoria)

Campionati australiani, Prova a cronometro Junior

## Piazzamenti

### Competizioni mondiali
- Campionati mondiali su strada

Wollongong 2022 - Cronometro Junior: 2º
Wollongong 2022 - In linea Junior: 37º
Glasgow 2023 - Cronometro Under-23: 3º
Glasgow 2023 - In linea Under-23: 68º